# Мильнер, Иоанн
Иоанн Мильнер sj (англ. John Henry Milner; Йоркшир, Великобритания — 30 мая 1951 года, Дублин, Ирландия) — деятель Русского зарубежья, священник-иезуит, педагог, миссионер, участник Русского апостолата.

## Биография
Родился в ирландской католической семье.
В 1927 году вступил в Орден иезуитов.
С 1934 года учился в Руссикуме, принял рукоположение в византийском обряде.
В 1939 году отправлен на миссию в Эстонию, однако вскоре был вынужден переехать в Палестину.
С 1941 года — в Китае, занимался организацией и строительством русского колледжа в Шанхае.

Своими руками соорудил престол, изготовил аналои и прочее для домового храма, в своей келье устроил столярную мастерскую. В 1942 г. колледж принял первых воспитанников, о. Иоанн был префектом и инспектором, духовником и фельдшером— Колупаев В. Католическая миссия в Китае.
В 1943 году был арестован оккупационными японскими властями и заключен в концентрационный лагерь, где содержался более двух лет.
В 1948 году переехал в Гонконг, далее уехал в Дублин, где служил духовником в женской монашеской общине святого Колумбана в англ. Rathfarnham Castle, сюда переехали монахини из Шанхая, которые руководили школой для русских девочек. Община продолжала служить по византийскому обряду и пользоваться русским языком.
Занимался переводами на английский язык работ отца Кирилла Королевского. Помогал русским Ди-Пи, также занимался литографическим изданием русских церковных песнопений, собственноручно переписал около 600 страниц нот. Получил приглашение в Нью-Йорк, в Русский центр при Фортдемском Католическом университете.